# Koh-Lanta: Isla del tesoro
Koh-Lanta: Isla del tesoro fue un programa de telerrealidad francés, siendo esta la 16.a temporada del programa francés Koh-Lanta, transmitido por TF1 y producido por Adventure Line Productions. Fue conducido por Denis Brogniart y se estrenó el 26 de agosto de 2016 y finalizó el 9 de diciembre de 2016. Esta temporada fue grabado en Camboya. La ganadora de esta temporada fue Wendy y obtuvo como premio 100.000 €.

## Equipo del programa
- Presentadores: Denis Brogniart lidera las competiciones por equipos y los consejos de eliminación.

## Participantes
| Participante  | Edad | Tribu Original | Tribu Mezclada                 | Tribu Definitiva | Resultado Final              |
| ------------- | ---- | -------------- | ------------------------------ | ---------------- | ---------------------------- |
| Benoit        | 22   | Sambor         | Sambor                         | Unificada        | Ganador de Koh-Lanta         |
| Jesta         | 24   | Naga           | Naga                           | Unificada        | 2.° lugar de Koh-Lanta       |
| Freddy        | 28   | Naga           | Naga                           | Unificada        | 18.no Eliminado de Koh-Lanta |
| Bruno         | 56   | Sambor         | Sambor                         | Unificada        | 17.va Eliminado de Koh-Lanta |
| Candice       | 19   | Sambor         | Sambor                         | Unificada        | 16.mo Eliminada de Koh-Lanta |
| Ludivine      | 31   | Sambor         | Naga                           | Unificada        | 15. Eliminada de Koh-Lanta   |
| Stéphane      | 45   | Sambor         | Sambor                         | Unificada        | 14.ta Eliminado de Koh-Lanta |
| Jérémy        | 26   | Naga           | Naga                           | Unificada        | 13.ta Eliminada de Koh-Lanta |
| Julie         | 38   | Sambor         | Sambor                         | Unificada        | 12.ro Eliminado de Koh-Lanta |
| Yannick       | 41   | Naga           | Naga                           | Unificada        | 11.daEliminado de Koh-Lanta  |
| Alexandra     | 40   | Naga           | Naga                           | Unificada        | 10.er Eliminada de Koh-Lanta |
| Béryl Libault | 30   | Naga           | Naga                           | Unificada        | 9.mo Eliminada de Koh-Lanta  |
| Laurent "Lau" | 30   | Sambor         | Naga                           | Unificada        | 8.na Eliminado de Koh-Lanta  |
| Jérôme        | 44   | Naga           |                                |                  | 7.vo Eliminado de Koh-Lanta  |
| Jean-Luc      | 50   | Naga           | 6.ma Eliminada de Koh-Lanta    |                  |                              |
| Laurent       | 36   | Sambor         | 5.ta Eliminada de Koh-Lanta    |                  |                              |
| Sandrine      | 33   | Sambor         | 4.to Eliminado de Koh-Lanta    |                  |                              |
| Sophie        | 21   | Sambor         | 3.er Eliminada Voluntariamente |                  |                              |
| Amandine      | 37   | Naga           | 2.do Eliminada de Koh-Lanta    |                  |                              |
| Myriam        | 28   | Sambor         | 1.ra Eliminada de Koh-Lanta    |                  |                              |

### Jurado final
| Participante | Puesto      | Vota por   |
| ------------ | ----------- | ---------- |
| Lau          | 1er Miembro | Benoît     |
| Béryl        | 2° Miembro  | Benoît     |
| Julien       | 3er Miembro | Benoît     |
| Alexandra    | 4° Miembro  | Benoît     |
| Yannick      | No Miembro  | No Miembro |
| Julie        | 5° Miembro  | Benoît     |
| Jérémy       | 6° Miembro  | Benoît     |
| Stéphane     | 7° Miembro  | Benoît     |
| Ludivine     | 8° Miembro  | Benoît     |
| Candice      | 9° Miembro  | Benoît     |
| Bruno        | 10° Miembro | Benoît     |